# 賴慰玲
賴慰玲（英語：Winki Lai Wai Ling，1986年7月8日—），香港女演員及節目主持，現為無綫電視經理人合約藝員，在2020《萬千星輝頒獎典禮》憑《反黑路人甲》奪得「最佳女配角」獎。

## 背景

### 早年生活
賴慰玲有兩名兄長，早年於新界馬鞍山恆安邨生活，曾就讀基督教香港信義會馬鞍山信義學校及青年會書院。她中學時期已加入劇社，中五那年雖獲香港演藝學院表演系取錄，但她為了升讀大學新聞系及實現當記者的夢想（志願是將來成為採訪記者）而放棄機會。直到兩年後高考成績裡有一科不合格，未能進入心儀學系，她便正式修讀香港演藝學院表演系藝術榮譽學士課程，除了在校期間培養出對演戲的興趣，亦曾獲滙豐銀行慈善基金、黎草田紀念獎學金，2011年畢業後成為舞臺劇演員及電台節目主持。

### 演藝發展
2013年，賴慰玲經其演藝學院老師羅冠蘭推薦，參與無綫電視劇集《女人俱樂部》試鏡而涉足演藝圈；試鏡時曾一人分飾七角，最終獲挑選演出劇中少女版「許珍妮」一角。在拍攝該劇期間，監製曾志偉找她協助因退出娛樂圈多年而無法入戲的李麗珍分析劇本，又與同劇演員黃山怡、吳燕菁、吳嘉熙、陳瀅、陳嘉寶及王敏奕成為好朋友，在此劇播出後漸為觀眾熟識。2014年，她參演劇集《梟雄》時獲黃秋生賞識，除了獲稱讚演技不俗，亦被他封為「細玲（小鄭裕玲）」。2016年，她於劇集《殭》裡飾演「丘玲梅」一角，演技被不少網民稱讚，並表示希望無綫電視能重點栽培她。同年，她在劇集《迷》中首度擔任第二名女主角，亦第二度與鄭嘉穎合作。
作為舞臺劇演員，賴慰玲曾演出多個劇團作品，並曾擔任《第二十三屆香港舞台劇獎》頒獎禮司儀。另外她亦主持過經 Now TV 轉播的道教電視節目，如《道通天地》、《路訊通》、《生活甜絲絲》和《健康好煮意》等。2018年7月27日，她由無綫電視基本藝人合約轉簽經理人合約。2020年，她在劇集《反黑路人甲》中飾演蔣家大小姐「蔣千霞」，與張振朗飾演的「高彬」一同獲網民注目及讚賞，並獲支持奪取《萬千星輝頒獎典禮2020》「最佳女配角」及「最受歡迎電視拍檔」獎，最後以大熱姿態獲得「最佳女配角」獎；同年又與蔡思貝、陳瀅、陳嘉寶、吳嘉熙及何雁詩組成「SÏXTERS」。

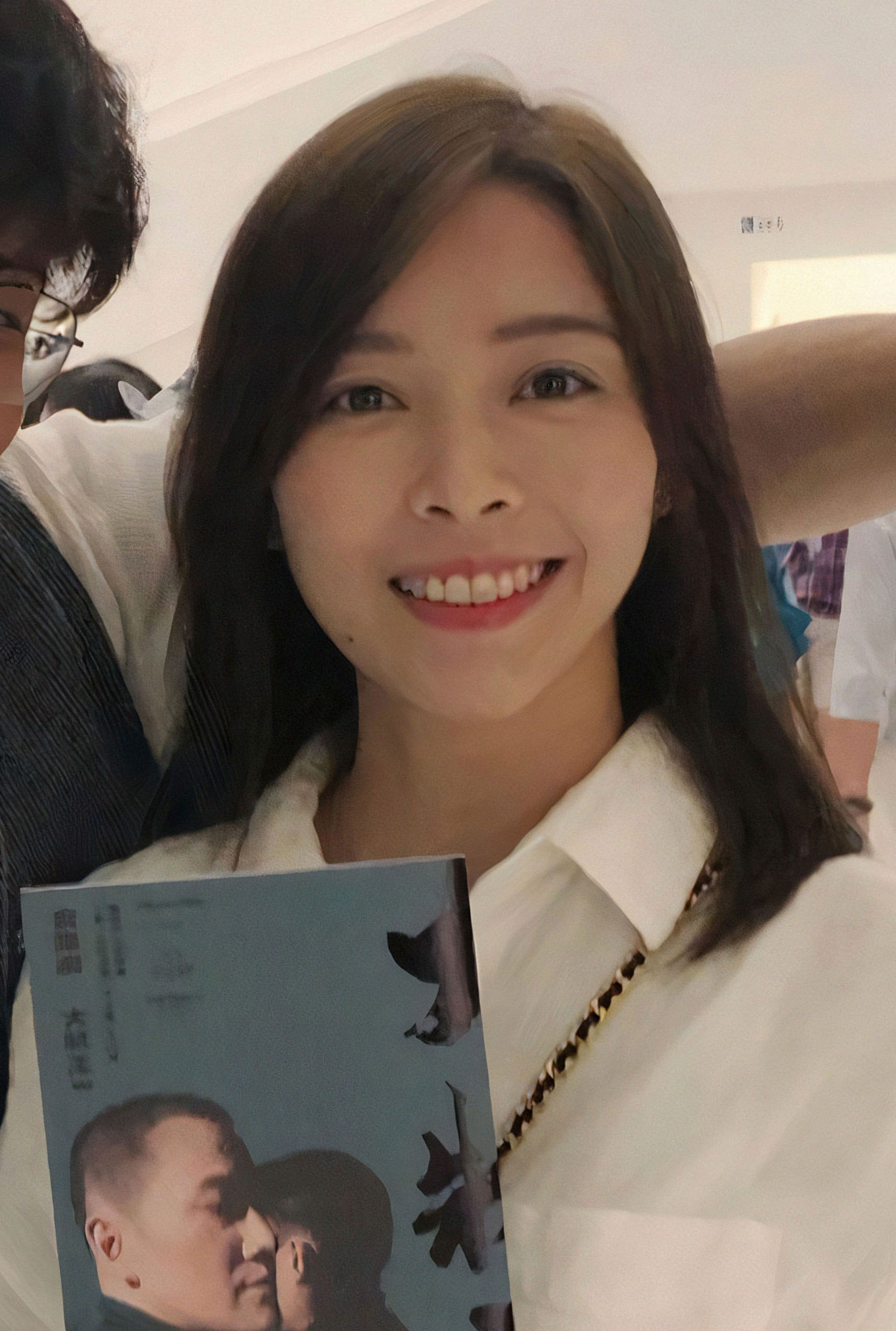
賴慰玲於戲曲中心內留影，攝於2019年

## 感情生活
賴慰玲於2012年與舞台劇演員梁子峰開始交往，2017年7月8日透過個人社交網站宣佈懷孕消息，同年8月28日正式註冊結婚，並於年底誕下一子。2025年，生下次子。

## 演出作品

### 電視劇
| 首播     | 劇名                 | 角色                 |
| 無綫電視 |                      |                      |
| 2014年   | 女人俱樂部           | 許珍妮（少年）       |
| 2015年   | 梟雄                 | 喬小莉               |
| 2016年   | 殭                   | 丘玲梅（幽靈、神婆） |
| 2016年   | 愛·回家之八時入席    | 姚嘉滿（第16集）     |
| 2016年   | 火線下的江湖大佬     | 蘇佑妙（青年）       |
| 2016年   | 純熟意外             | 莫曦彤（彤姐）       |
| 2017年   | 財神駕到             | 吳曉婷               |
| 2017年   | 迷                   | 萬子瑜               |
| 2017年   | 與諜同謀             | 杜志仁（忍忍）       |
| 2017年   | 降魔的               | 梁晶晶（青年）       |
| 2018年   | 誇世代               | 情 侶（第50集）      |
| 2018年   | 棟仁的時光           | 丘茵茵（阿 Yan）     |
| 2018年   | 宮心計2深宮計        | 姚思源               |
| 2019年   | 廉政行動2019         | 林瑞兒               |
| 2020年   | 機場特警             | 曾曉晨               |
| 2020年   | 降魔的2.0            | 梁晶晶（青年）       |
| 2020年   | 殺手                 | 靚 寶                |
| 2020年   | 反黑路人甲           | 蔣千霞（大小姐）     |
| 2021年   | 伙記辦大事           | 裘 勝（Win 姐）      |
| 2021年   | 拳王                 | 文善言（Hazel）      |
| 2022年   | 雙生陌生人           | 夏纖纖               |
| 2024年   | 婚後事               | 呂靜林（Gina）       |
| 2024年   | 奔跑吧！勇敢的女人們 | 沈洛澄               |
| 未播映   | 非份之罪             |                      |
| 未播映   | 非常檢控觀           | 公孫珀               |
| 邵氏兄弟 |                      |                      |
| 2022年   | 飛虎3壯志英雄        | 李惠蘭               |

### 綜藝節目
| 首播     | 節目名                    | 備註                                                      |
| 無綫電視 |                           |                                                           |
| 2014年   | 女人俱樂部 Happy Together | 固定嘉賓                                                  |
| 2018年   | 我們香港變幻時            | 主持（與林韋辰、林希靈及鄒兆霆）                          |
| 2021年   | 解構心機女                | 主持（與戴祖儀、劉佩玥、馮盈盈及江嘉敏）                  |
| 2021年   | 好聲好戲                  | 主持（與阮兆祥）                                          |
| 2021年   | 開心大綜藝                | 主持（第8集）                                             |
| 2022年   | J2再出世                  | 固定演出                                                  |
| 2022年   | CP訓練營                  | 主持（與葉靖儀及李爾晨）                                  |
| 2023年   | 不可能任務                |                                                           |
| 2023年   | 約埋班Friend去旅行        |                                                           |
| 2023年   | 獎門人Halloween感謝祭     |                                                           |
| 2024年   | 獎門人Happy Easter感謝祭  |                                                           |
| 2025年   | 奇情谷                    | 代班主持（第6、24、25、28、35、39集）、客席主持（第23集） |

### 電影
| 首映   | 電影名           | 角色   |
| 2014年 | 猜謎             | Alice  |
| 2014年 | 分手100次        | 大胃女 |
| 2015年 | 小姐誘心         | 美 芬  |
| 2015年 | 媽咪俠           | 琪     |
| 2015年 | 太平輪：驚濤摯愛 | 九姑娘 |
| 2016年 | 29+1             | Tina   |
| 未上映 | 反詐英豪         |        |

### 舞臺劇
| 首演   | 劇名                     | 角色     |
| 2009年 | 我們明白了               | 香港學生 |
| 2011年 | 在那遙遠的星球，一粒沙   |          |
| 2011年 | 禿頭女高音               | 馬田太太 |
| 2011年 | 惡童日記                 | 細 孖    |
| 2012年 | 如果·在·冬·夜·一個·旅·人 |          |
| 2012年 | 夜鷹姊魅                 | Myra     |
| 2012年 | 濟公傳奇之人不可以貌相   |          |
| 2013年 | 車公傳奇之路不轉人轉     |          |
| 2013年 | 一切原本井井有條         | 阿 詩    |
| 2014年 | 穩中求變賴布衣           |          |
| 2014年 | 捉你生日快樂             |          |
| 2016年 | 嬉春酒店                 | 懷 春    |

### 歌曲
- 2014年：《Let's Dance》（電視劇《女人俱樂部》片尾曲，與陳嘉寶、吳嘉熙、黃山怡、王敏奕、吳燕菁合唱）

### 電台節目
- 2013年：香港電台第五台《新文化運動》（第8、33集嘉賓）
- 2013年：香港電台第五台《你的十八區》主持
- 2013年9月2日 - 2015年3月23日：香港電台第五台《一劇之本》主持

### 其他
- 2014年：「第二十三屆香港舞台劇獎頒獎禮」司儀
- 2015年：相約星期六（劇場工作室專訪）

## 曾獲獎項與提名
| 年份   | 頒獎典禮             | 獎項                                | 角色 / 作品                            | 結果     |
| 2014年 | 第六屆香港小劇場獎   | 優秀女演員                          | 阿詩 （ie Studio《一切原本井井有條》） | 提名     |
| 2018年 | 2018香港電視大獎     | 節目主持人獎 （页面存档备份，存于） | 不適用                                 | 提名     |
| 2020年 | 萬千星輝頒獎典禮2020 | 最受歡迎電視女角色                  | 蔣千霞 （《反黑路人甲》）              | 最後五強 |
| 2020年 | 萬千星輝頒獎典禮2020 | 最佳女配角                          | 蔣千霞 （《反黑路人甲》）              | 獲獎     |
| 2021年 | 萬千星輝頒獎典禮2021 | 最受歡迎電視女角色                  | 裘勝 （《伙記辦大事》）                | 提名     |
| 2021年 | 萬千星輝頒獎典禮2021 | 最受歡迎電視女角色                  | 文善言 （《拳王》）                    | 提名     |
| 2021年 | 萬千星輝頒獎典禮2021 | 最佳女配角                          | 裘勝 （《伙記辦大事》）                | 提名     |
| 2021年 | 萬千星輝頒獎典禮2021 | 最佳女配角                          | 文善言 （《拳王》）                    | 最後十強 |
| 2021年 | 萬千星輝頒獎典禮2021 | 最受歡迎電視搭檔 （與黎耀祥）       | 石傲山、文善言 （《拳王》）            | 提名     |
| 2021年 | 萬千星輝頒獎典禮2021 | 最佳女主持                          | 《好聲好戲》                           | 提名     |
| 2022年 | 萬千星輝頒獎典禮2022 | 最受歡迎電視女角色                  | 夏纖纖 （《雙生陌生人》）              | 提名     |
| 2022年 | 萬千星輝頒獎典禮2022 | 最佳女配角                          | 夏纖纖 （《雙生陌生人》）              | 最後十強 |
| 2022年 | 萬千星輝頒獎典禮2022 | 最佳女主持                          | 《CP訓練營》                           | 最後十強 |

## 外部連結
- 賴慰玲的Facebook專頁
- 賴慰玲的新浪微博
- 賴慰玲的Instagram帳戶
- 賴慰玲在香港影庫上的簡介